# Bernardo Calvet
Bernardo Calvet i Girona (Ibiza, 1864 - Palma de Mallorca, 1941) fue Ingeniero de Caminos, Canales y Puertos. En 1901 redactó el Proyecto de ensanche de Palma de Mallorca bajo el lema Felix qui potuit rerum cognoscere causas, que fue aprobado en 1903. El proyecto consistía en una serie de manzanas uniformes de forma radial y concéntrica. Ocupó el cargo de Alcalde de Palma de Mallorca de 1906 a 1907 y posteriormente fue inspector y consejero de Obras públicas de la Provincia de Islas Baleares.